# 道の駅はやちね
道の駅はやちね（みちのえき はやちね）は、岩手県花巻市大迫町内川目にある岩手県道43号盛岡大迫東和線の道の駅である。愛称は神楽とワインの里。
道の駅と広場を"ベルンドルフプラッツ"とよんでいる。日本語でベルンドルフ広場。

## 施設
- 駐車場
  - 普通車：52台
  - 大型車：8台
  - 身障者用：5台
- 施設内トイレ（いずれも24時間利用可能）
  - 男：大 3器、小 8器
  - 女：9器
  - 身障者用：1器
- 公衆電話：1台
- 公衆FAX：1台
- 道路休憩施設
- レストラン「ワインハウス湖畔」（11:00 - 16:00 ラストオーダー 15:30）
- 山村交流館
- 水と緑のふれあい公園

## 休館日
- レストラン「ワインハウス湖畔」：月曜日（祝日・振替休日の場合は変更あり）

## アクセス
- 岩手県道43号盛岡大迫東和線 - 登録路線
- 岩手県道25号紫波江繋線

## 周辺
- 早池峰山
- 早池峰湖